# Leptodontium stellaticuspis
Leptodontium stellaticuspis är en bladmossart som beskrevs av Edwin Bunting Bartram 1955. Leptodontium stellaticuspis ingår i släktet groddmossor, och familjen Pottiaceae. Inga underarter finns listade i Catalogue of Life.